# Pothyne fasciata
Pothyne fasciata är en skalbaggsart som beskrevs av J. Linsley Gressitt 1951. Pothyne fasciata ingår i släktet Pothyne och familjen långhorningar. Inga underarter finns listade i Catalogue of Life.